# 巴德拉峰
46°28′56.28″N 9°42′10.44″E / 46.4823000°N 9.7029000°E

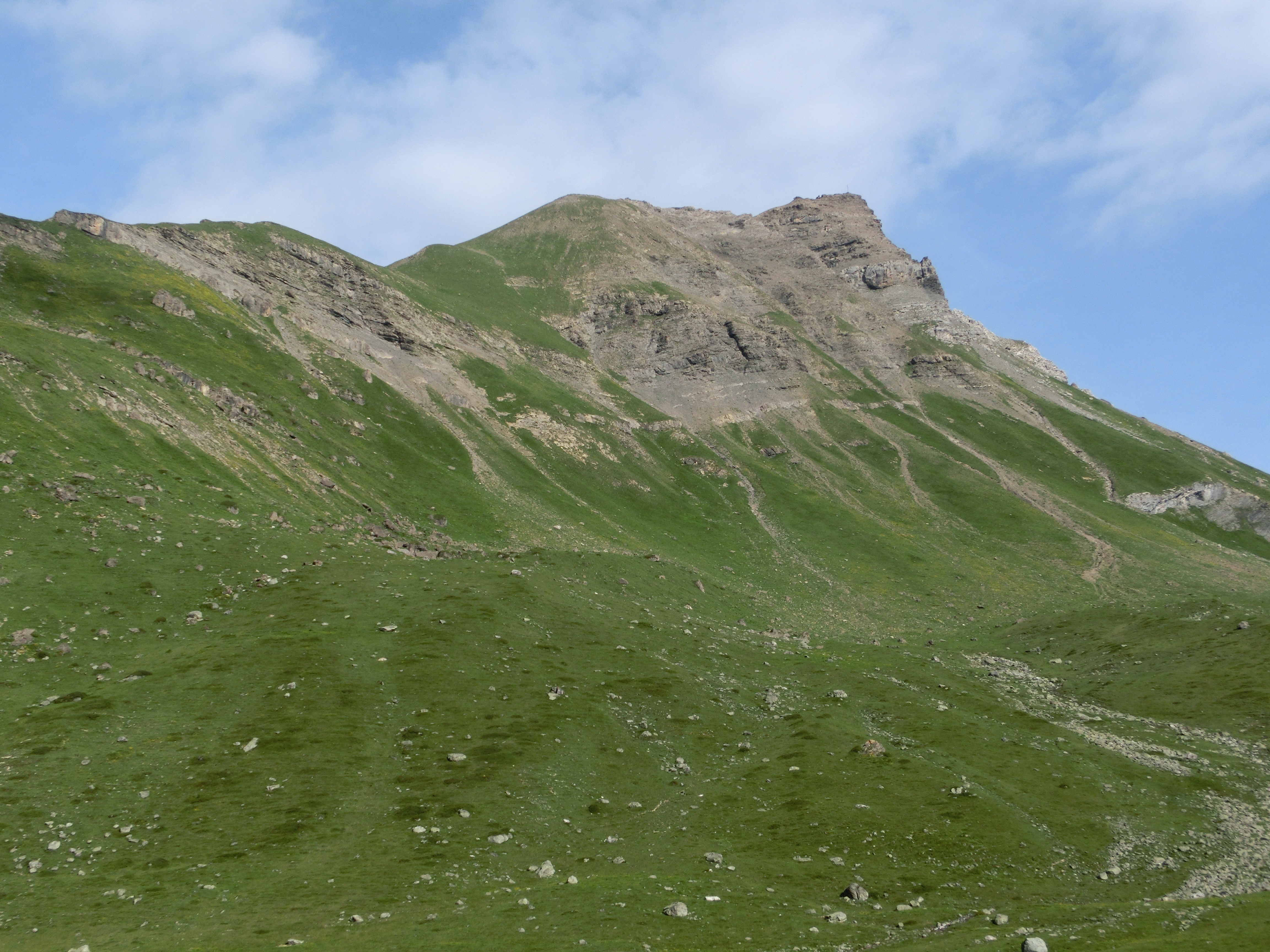

巴德拉峰（Piz Bardella），是瑞士的山峰，位於該國東南部，由格勞賓登州負責管轄，屬於阿爾布拉山脈的一部分，海拔高度2,839米，每年平均降雨量1,693毫米。